# Aleksander Brückner
Aleksander Brückner (29. ledna 1856, Berežany – 24. května 1939, Berlín, Německo) byl polský jazykovědec zabývající se slovanskými jazyky a literaturou (slavistika), filolog, lexikograf a historik literatury. Patří mezi nejvýznačnější učence konce 19. století a počátku 20. století. Byl prvním, který připravil kompletní monografii historie polského jazyka a kultury. Vydal více než 1 500 titulů.

## Životopis
Narodil se v Berežany v Haliči, tehdy v rakouském císařství (dnes na Ukrajině) do rakousko-polské rodiny, která sídlila na východě. Studoval ve Lvově u Omeliane Ohonovského, ve Vídni u France Miklošiče a v Berlíně u Vatroslava Jagiće. Nejprve vyučoval na univerzitě ve Lvově). V roce 1876 získal doktorát na vídeňské univerzitě a v roce 1878 habilitoval za studii slovanského osídlení v okolí Magdeburgu (Die slawischen Aussiedlungen in der Altmark und im Magdeburgischen). V roce 1881 začal učit v Berlíně, kde byl dlouhodobým vedoucím (1881–1924) katedry slovanské filologie. Byl členem mnoha učených společností, včetně Polské akademie učení v Krakově, Petrohradské akademie věd, Ševčenkovy vědecké společnosti ve Lvově a Bulharské akademie věd, stejně jako akademií v Praze a Bělehradě.

Brückner psal především polsky a německy o historii slovanských jazyků a literatury, především polské, o folklóru, starověké slovanské a baltské mytologii a o historii polské a ruské literatury. Jeho nejvýznamnější díla zahrnují historii polského jazyka (Lemberg, 1906), několik historií polské literatury v polštině a němčině, historii ruské literatury, etymologický slovník polského jazyka (Slownik etymologiczny jezyka polskiego, 1927), díla o slovanské a baltské mytologii, encyklopedii starého Polska, čtyřdílnou historii polské kultury (Krakov, 1930-46). Brückner byl specialistou na starší období polské a slovanské kultury a byl objevitelem, interpretem a vydavatelem nejstaršího známého rukopisu v polštině "Svatá křížová kázání/Kazania Swietokrzyskie". Měl neporovnatelné znalosti středověké polské literatury, kterou znal z původních rukopisů a byl expertem na renesanční a raně moderní polskou literaturu.

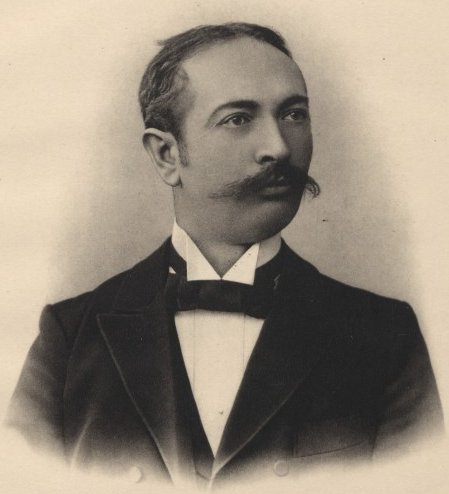
Aleksander Brückner, polský lingvista (1895)

Všeobecně se snažit zvýšit prestiž staroslověnské kultury jak v očích svých kamarádů Němců, tak v očích Poláků. Byl kritikem ruské autokracie a centralistického ruského státu té doby, včetně ruských liberálů (kadeti), kteří centralistický stát podporovali a stáli v opozici proti buď federalismu, nebo národní autonomii neruských občanů ruské říše. Během první světové války podporoval centrální mocnosti, ale byl proti brestlitovskému míru, který byl podle něho namířen hodně proti ožívajícímu Polsku a co víc, povolil hluboké ústupky Ukrajinců v jeho rodné východní Haliči. Nicméně to bylo studium, nikoliv politika, co vždy zůstalo jeho hlavním zájmem.
Co se týká nejcentrálnější otázky slovanského bádání, domníval se, že ve starověku měli slovanské a baltské jazyky jednoho původce a vždy zdůrazňoval toto baltsko-slovanské spojení. Původní domovinu Slovanů umístil daleko západněji než většina Slovanů, na území dnešního Polska. Věřil, že slovanští věrozvěsti, Cyril a Metoděj, přišli na myšlenku své mise sami od sebe a ne na pozvání z Moravy; a konečně, ve sporu s ukrajinským historikem Mychajlem Hruševským, převzal normanskou pozici původu Rusi, zdůrazňoval jazykové a historické záznamy o skandinávském spojení.
V roce 1924 odešel z univerzity a většinu svého času trávil psaním o polské kultuře a jazyku, zvláště o období starého Polska. Po jeho smrti v Berlíně nebyla jeho poslední kniha, krátká syntetická historie o polské kultuře v němčině, nikdy vydána.
V roce 1939 zemřel, pochován je na hřbitově 'Tempelhofer Parkfriedhof' v Berlíně. Hřbitov je do roku 2027 nepřístupný.

## Dílo
- Litu-Slavische Studien, Die Slavischen Fremdwörter im Litauischen Alexander Brückner, Výmar 1877
- Randglossen zur kaschubischen Frage, Archiv für slavische Philologie 1899
- Geschichte der russischen Litteratur, Lipsko 1905
- Russische Literaturgeschichte, 2 Bd., Berlín/Lipsko1919
- Polnische Literaturgeschichte, Berlín/Lipsko1920
- Geschichte der polnischen Literatur, Lipsko1922
- Die Slaven. Religionsgeschichtliches Lesebuch, Tübingen 1926